# PFK Turan Tovuz
PFK Turan Tovuz is een Azerbeidzjaanse voetbalclub uit de stad Tovuz.
De club werd in 1992 als FC Turan opgericht. Na de onafhankelijkheid van het land was Turan medeoprichter van de Premyer Liqası. In het tweede seizoen werd Turan tweede in de eerste groepsfase en verloor in de halve finale van het kampioenschap van Karabakh Agdam. Het volgende seizoen werd de club landskampioen. De volgende drie seizoenen ging de club telkens één plaats achteruit en eindigde daarna in de middenmoot. In 2000 werd degradatie net vermeden.
Het volgende seizoen eindigde de club weer in het middenveld. Door omstandigheden waren er geen officiële kampioenschappen in 2002 en 2003. In 2004 werd degradatie opnieuw net vermeden. In 2005 herstelde Turan zich met een knappe vierde plaats. In 2013 degradeerde Turan naar de Azərbaycan Birinci Divizionu.

## Erelijst
- Landskampioen

1994

## Tovuz in Europa
#Q = #kwalificatieronde, T/U = Thuis/Uit, W = Wedstrijd, PUC = punten UEFA coëfficiënten .
Uitslagen vanuit gezichtspunt PFK Turan Tovuz
| Seizoen | Competitie | Ronde | Land             | Club          | Totaalscore | 1e W    | 2e W    | PUC |
| ------- | ---------- | ----- | ---------------- | ------------- | ----------- | ------- | ------- | --- |
| 1994/95 | UEFA Cup   | Q     | Vlag van Turkije | Fenerbahçe SK | 0-7         | 0-5 (U) | 0-2 (T) | 0.0 |

totaal aantal punten voor UEFA coëfficiënten: 0.0
Zie ook
- Deelnemers UEFA-toernooien Azerbeidzjan
- Ranglijst van alle clubs die in de diverse Europa Cups zijn uitgekomen

Araz-Naxçıvan PFK ·
Kəpəz PFK ·
Neftçi ·
Qarabağ ·
Sabah FC ·
Səbail · 
Şamaxı FK ·
Sumqayıt ·
PFK Turan Tovuz ·
Zirə